# Escrutini majoritari plurinominal
L'escrutini majoritari plurinominal o vot en bloc és un sistema electoral per mitjà del qual s'elegeixen més d'un representants d'una mateixa circumscripció. N'existeixen diversos tipus, els més importants són l'escrutini amb pluralitat i l'escrutini preferencial o vot preferencial.
En l'escrutini majoritari plurinominal amb pluralitat tots els candidats competeixen entre si per ocupar n posicions o escons. Cada elector selecciona n candidats de la boleta electoral i els n candidats que obtinguin el major nombre de vots reben les posicions o escons. A diferència del vot cumulatiu, però, l'elector no pot utilitzar els seus n vots per votar pel mateix candidat. Si, però, l'elector pot elegir menys candidats que el nombre total d'escons, aquest sistema es coneix com a escrutini majoritari plurinominal parcial o vot limitat com és el cas de les eleccions del Senat espanyol en què l'elector pot votar per tres candidats, però, són quatre els escons que s'assignen als candidats amb més vots. Un sistema parcial permet que minories de grandària considerable obtinguin representació.
Amb el vot preferencial, cada elector ordena els x candidats d'acord amb la seva preferència assignant un nombre (1, 2, ..., x). Els candidats amb el menor nombre de vots de la primera preferència són eliminats i llurs vots són transferits d'acord amb la següent preferència dels electors. Aquest mètode es repeteix fins que quedin n candidats (en què n és el nombre d'escons per circumscripció).